# CUBRID
CUBRID (ˈkjuːbrɪd) ist ein Open-Source-SQL-basiertes Relationales Datenbank-Management-System entwickelt von NHN Corporation für Webapplikationen.
Der Name CUBRID ist dabei eine Kombination aus den englischen Wörtern für Würfel und Brücke. Der Würfel symbolisiert dabei den Sicherheitsaspekt von CUBRID, während die Brücke für eine Datenbrücke steht.

## Lizenzpolitik
Im Gegensatz zu anderen Open-Source-DBMS existiert für CUBRID keine kommerzielle Softwarelizenz, sondern eine Open-Source-Lizenz. Es gibt dabei separate Lizenzen für die Server-Engine und die Schnittstelle. Die Engine unterliegt der Apache-Lizenz 2.0, die den Erwerb, die Verteilung und die Modifikation erlaubt. Die Programmierschnittstelle und die Grafische Benutzeroberfläche unterliegen der BSD-Lizenz. Das bedeutet, dass Programme, die binär verbreitet werden und auf CUBRID aufbauen nicht verpflichtet sind den Quellcode zu veröffentlichen.
Der Grund für die Anwendung zweier verschiedener Lizenzen ist die Verminderung von Barrieren für ISVs bei der Entwicklung und Verbreitung von auf CUBRID basierende Anwendungen.

## Architektur
CUBRID ist ein objektrelationales Datenbanksystem, das sich der Drei-Schichten-Architektur zuordnen lässt. Die drei Komponenten sind ein Datenbankserver, ein sogenannter Connection Broker und der CUBRID Manager.

### Datenbankserver
Der Datenbankserver ist das Kernstück des CUBRID Datenbankmanagementsystems, da es für die Datenspeicherung und die Ausführung von Anweisungen zuständig ist.
Der Server verarbeitet Abfragen, die von Anwender eingetragen werden und verwaltet die Objekte innerhalb der Datenbank. Durch Logging- und Lockingmechanismen können mehrere Benutzer die Datenbank gleichzeitig verwenden. Darüber hinaus werden Datenbank-Sicherungen unterstützt.

### Connection Broker
Der Broker ist eine CUBRID-spezifische Middleware, die für die Übertragung der Daten von dem Datenbankserver zu externen Anwendungen zuständig ist. Die Hauptrollen dieser Dienstschicht sind:
- Verwaltung der Verbindungen von clientseitigen Anwendungen
- Zwischenspeicherung und Weiterleitung von Informationen
- Syntaxanalyse der Abfragen, Optimierungen und die Generierung von Ausführungsplänen

Da CUBRID nicht an dieselbe Maschine gebunden ist, wie der Datenbankserver, kann CUBRID Nutzen aus den Hardwareressourcen mehrerer Maschinen ziehen, während die Abfragen auf einer Datenbank durchgeführt werden.

### CUBRID Manager
Der CUBRID Manager ist eine grafische Benutzeroberfläche, der die Datenbank und den Verbindungsbroker verwaltet. Er enthält einen Editor, der den Benutzer erlaubt SQL-Abfragen auf der Datenbank auszuführen. Die SQL-Syntax in CUBRID ist dabei sehr ähnlich zu MySQL und Oracle, da CUBRID den SQL-92-Standard einhält. Durch die 90-prozentige Deckung mit MySQL können die meisten SQL-Abfragen ohne Modifikationen ausgeführt werden.

## Funktionen

### High Availability
CUBRID High Availability, die eingebaute Verfügbarkeitsfunktion ist eines der größten Vorteile von CUBRID. Es basiert auf Transaktionslogreplikation ermöglicht zuverlässige Failover und Failback Funktionen, basierend auf CUBRID Heartbeat.

### Datenbankfragmentierung
Seit CUBRID 8.4.3 zählt Datenbankfragmentierung zu einer in CUBRID eingebauten Funktion. Es erlaubt die Daten über mehrere Datenbankinstanzen zu verteilen. Die Fragmentierungsschnittstelle ist durch einen speziellen Broker namens CUBRID SHARD implementiert. Da die Kommunikation identisch funktioniert wie mit einem normalen Broker, kann dieselbe Programmierschnittstelle verwendet werden.
Die Verteilungslogik dieser horizontalen Fragmente (auch Shards bezeichnet) liegt in CUBRID SHARD, das ermittelt, welches Fragment zum Speichern oder Laden von Daten verwendet werden soll.

### Performanz

#### API-Level Load Balancing
Connection Broker können vier verschiedene Modi zugeordnet werden (read-write, read-only, slave-only, preferred host read only). Die Liste der verschiedenen Hosts, die der Benutzer über die Verbindungs-URL zur Verfügung gestellt hat, kann dazu verwendet werden die Auslastung auszugleichen. Bei Einsatz dieses API-Level Load Balancing, wählt die Client-API zufällig einen der Verbindung-URLs aus, außer den zuletzt zum Verbinden genutzten. Falls der gewählte Server nicht zur Verfügung steht, wird die Wahl eines passenden Server fortgesetzt, bis alle Server als unerreichbar klassifiziert sind. In einem solchen Fall wird der Treiber eine Fehlermeldung ausgeben.

#### Query Plan Caching
Query Execution Plan Cache ist eine Implementierung am Broker, um Kompilierungsschritte bei häufig verwendeten Abfragen zu überspringen. Dieser Vorgang führt zu einer Verbesserung der Performanz, da ein gecachter Auswertungsplan zwischen Transaktionen, Sessions und sogar verschiedenen Clients nebenläufig geteilt werden kann.

### Einfache Entwicklung
Zur Unterstützung bei der Entwicklung eines Projektes mit CUBRID werden viele Materialien von den Entwicklern bereitgestellt. Es existieren online und offline Anleitungen, API Dokumentationen, Freigabevermerke, Tutorials und Technologiebewertungen.
Es gibt eine erweiterte Liste an Programmierschnittstellen für CUBRID. Es existieren Treiber für PHP, PDO, Python, Perl, Ruby, ADO.NET, ODBC, OLE DB, JDBC, Node.js, NHibernate und das TCP/IP Kommunikationsprotokoll.

## Versionen
| Version | Veröffentlichungsdatum | Veröffentlichkeitsdatum Betaversion | Zusätzliches |
| ------- | ---------------------- | ----------------------------------- | --- |
| 11.0    | Januar 2021            |                                     | Release Notes zu Version 11.0                                                                                          |
| 10.2    | Dezember 2019          |                                     | |
| 10.1    | Juli 2017              |                                     | |
| 9.3.0   | 5. Juni 2014           |                                     | |
| 9.2.0   | 27. Oktober 2013       |                                     | |
| 8.4.4   | 22. August 2013        |                                     | |
| 9.1.0   | 15. März 2013          |                                     | |
| 9.0     | Oktober 2012           |                                     | Internationalisierungsunterstützung, Funktionsindex, Filterindex, Index Skip Scan, MERGE Anweisung, Fensterfunktionen. |
| 8.4.3   | 20. November 2012      |                                     | Datenbankfragmentierung, API Level Load Balancing, integrierter Webmanager mit Monitoring Support                      |
| 8.4.1   | 24. Februar 2012       | 1. Februar 2012                     | Performanzoptimierungen, SQL Erweiterungen, REGEXP Operator.                                                           |
| 8.4.0   | 1. Juli 2011           | 12. Mai 2011                        | High Availability Verbesserungen, CUBRID C API Verbesserung, Performanzoptimierungen, globaler Index                   |
| 3.1     | 31. Dezember 2010      | 12. November 2010                   | BLOB and CLOB support, High Availability Monitoring Support, Treiber (JDBC, ODBC und CUBRID C API) Verbesserungen      |
| 3.0     | 4. Oktober 2010        | 19. Juli 2010                       | SQL Erweiterungen, High Availability Verbesserungen                                                                    |
| 2.2     | 30. April 2010         |                                     | High Availability Verbesserungen, CUBRID C API Verbesserungen, Performanzsteigerung                                    |
| 2.1     | Dezember 2009          |                                     | |
| 2.0     | August 2009            |                                     | |
| 1.4     | März 2009              |                                     | |
| 1.3     | Februar 2009           |                                     | |
| 1.2     | Januar 2009            |                                     | |
| 1.1     | November 2008          |                                     | CUBRID wird zum Open-Source-Projekt                                                                                    |
| 1.0     | Oktober 2008           |                                     | Erste stabile Version                                                                                                  |

## Applikationen
Folgende Applikationen und Webseiten bauen auf CUBRID auf:
- jOOQ[20]
- SOFA Statistics[21]
- SIDU[22]
- ART[23]
- Scriptella[24]
- JWhoisServer[25]
- RedBeanPHP[26]